# Stanisław Wolski (zm. 1669/1670)
Stanisław Wolski herbu Łabędź (zm. w 1669/1670 roku) – cześnik łęczycki w latach 1667–1669, sędzia kapturowy powiatu szadkowskiego i sieradzkiego województwa sieradzkiego.